# Dortmund Knappschaftskrankenhaus
Dortmund Knappschaftskrankenhaus – przystanek kolejowy w Dortmundzie, w kraju związkowym Nadrenia Północna-Westfalia, w Niemczech. Przystanek został wybudowany w latach 60. XX w. Znajdują się tu 2 perony.